# Carnetin
Carnetin is een gemeente in het Franse departement Seine-et-Marne (regio Île-de-France) en telt 430 inwoners (2004). De plaats maakt deel uit van het arrondissement Torcy.

## Geografie
De oppervlakte van Carnetin bedraagt 1,6 km², de bevolkingsdichtheid is 268,7 inwoners per km².
De onderstaande kaart toont de ligging van Carnetin met de belangrijkste infrastructuur en aangrenzende gemeenten.

## Demografie
Onderstaande figuur toont het verloop van het inwonertal (bron: INSEE-tellingen).